# Римавица
Римавица (словац. Rimavica) — река в Словакии. Правый приток Римавы. Длина реки — 33,13 км, площадь водосборного бассейна — 163,794 км². Код реки — 4-31-03-561.
Берёт начало из родника на северо-западном склоне горы Черняж (1102 м) на высоте около 1020 м над уровнем моря. Впадает в Римаву у поселения Римавска-Баня на высоте 251 м.

## Притоки
По порядку от устья:
- Svarin (лв)
- Blatina (пр)
- Dražná (лв)
- Liešnica (пр)
- Zvichov (лв)
- Kokavka (пр)
- Dlhý potok (пр)
- Hájsky potok (пр)
- Havrilovec (лв)
- Ďurkovský potok (пр)
- Zálomka (пр)
- Železný potok (лв)
- Múraný potok (лв)[2]